# Alfred Austin

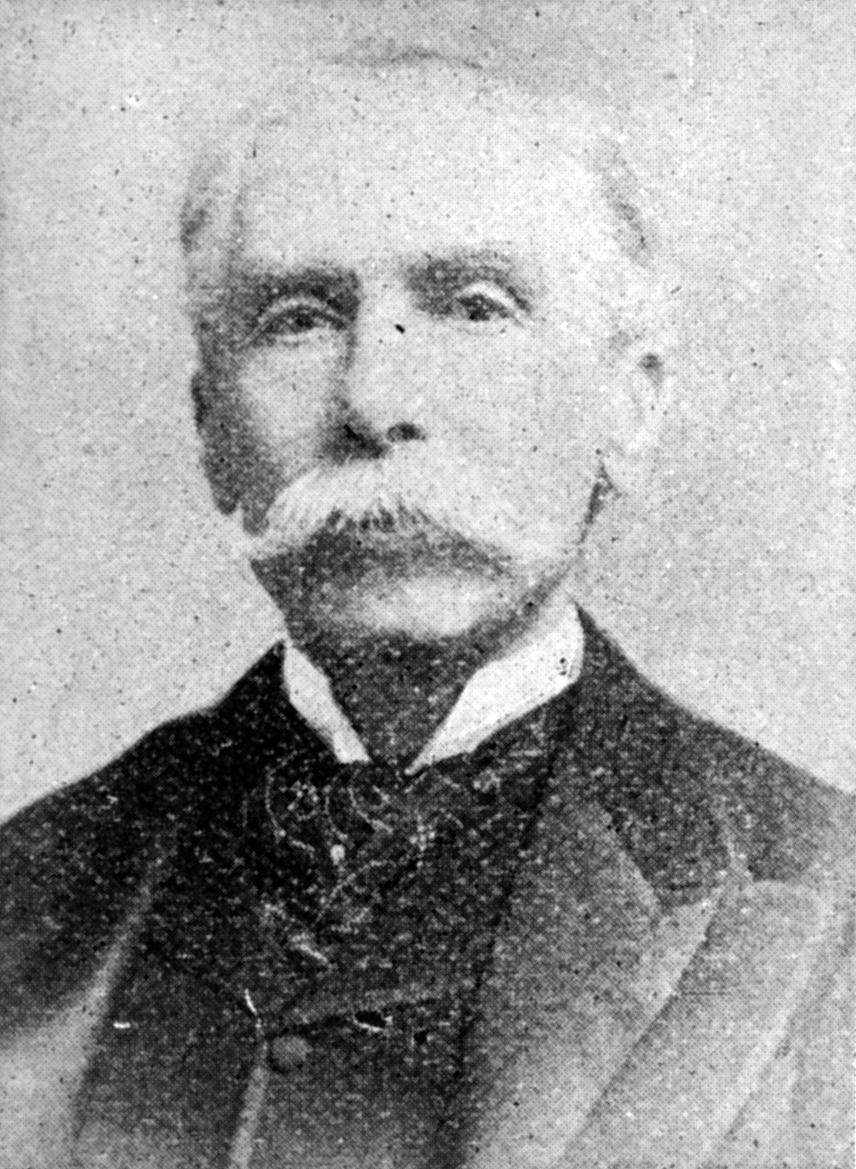
Alfred Austin, 1900

Alfred Austin (Headingley, Leeds, 30 mei 1835 – Ashford, Kent, 2 juni 1913) was een Engels dichter. Hij werd in 1896, nadat zijn voorganger Alfred Tennyson in 1892 was overleden, benoemd tot Poet Laureate.
Alfred Austin was de zoon van een koopman in Leeds. Zijn moeder was een zuster van ingenieur en parlementslid Joseph Locke. Hij werd opgeleid aan Stonyhurst College in Clitheroe, Lancashire, en aan de Universiteit van Londen, waar hij in 1853 afstudeerde. In 1857 werd hij advocaat, maar besloot zich na korte tijd volledig te richten op het schrijven.
Austen schreef in het mede door hem opgerichte blad National Review en in The Standard.
Na de dood van Tennyson werd geen van de toen actieve dichters geschikt bevonden voor het ambt van Poet Laureate, dat daarop vier jaar lang onvervuld bleef. Austin aanvaardde de functie in 1896, na een weigering van William Morris.

## Werk
Na een aarzelende start als dichter en fictieschrijver verscheen in 1861 zijn eerste opvallende werk, The Season: a Satire. In 1870 publiceerde hij het literair-kritische The Poetry of the Period, een satirisch werk, dat onder meer een aanval bevatte op het werk van Tennyson, Robert Browning, Matthew Arnold en Swinburne.
Van zijn overige werken vallen te vermelden Pacchiarotto, Prince Lucifer en The Human Tragedy (1862). Zijn autobiografie kwam uit in 1911.